# Bathythrix zonata
Bathythrix zonata là một loài tò vò trong họ Ichneumonidae.